# Hülcher Auto Technik
Hülcher Auto Technik war ein deutscher Hersteller von Automobilen.

## Unternehmensgeschichte
Das Unternehmen aus Etzenricht wurde 1988 als Tuningunternehmen gegründet. 1990 begann die Produktion von Automobilen. Der Markenname lautete HAT. Es ist nicht bekannt, wann die Produktion endete.

## Fahrzeuge
Das Unternehmen stellte Nachbildungen historischer Modelle her, die auch als Bausatz erhältlich waren. Das Modell Cobra war ein Nachbau des AC Cobra. Der Neupreis betrug 9950 DM. Daneben gab es Karma SS und Karma SC, die dem Ferrari Dino ähnelten. Fahrwerk und Motor kamen wahlweise von Audi, Renault und Volkswagen. Die Karosserien bestanden aus Kunststoff.